# داریو تسو
داریو تسو (انگلیسی: Dario Teso؛ زادهٔ ۲۷ دسامبر ۱۹۸۵) بازیکن فوتبال است.
از باشگاه‌هایی که در آن بازی کرده‌است می‌توان به باشگاه فوتبال ونتزیا اشاره کرد.